# 46 km (rejon kiriski)
46 km (ros. 46 км) – przystanek kolejowy w pobliżu miejscowości Szełogino, w rejonie kiriskim, w obwodzie leningradzkim, w Rosji. Położony jest na linii Wołchow – Czudowo.